# پیچک باغی
پیچک باغی (Glechoma hederacea) نوعی گیاه است.
از این گیاه برای سیاتیک، زردی، بیماری‌های کبدی و سموم و درد سر و گوش و آبسه، تومورها و مشکلات چشم و برای درمان ذات الریه و نفریت استفاده می‌شود و در سرطان‌های مختلف و علاوه براین ضد باکتری، آنتی‌اکسیدان و ضد التهاب است.       